# Valley Springs (Dacota do Sul)
Valley Springs é uma cidade localizada no estado norte-americano de Dakota do Sul, no Condado de Minnehaha.

## Demografia
Segundo o censo norte-americano de 2000, a sua população era de 792 habitantes.
Em 2006, foi estimada uma população de 821, um aumento de 29 (3.7%).

## Geografia
De acordo com o United States Census Bureau tem uma área de
2,1 km², dos quais 2,1 km² cobertos por terra e 0,0 km² cobertos por água. Valley Springs localiza-se a aproximadamente 455 m acima do nível do mar.

## Localidades na vizinhança
O diagrama seguinte representa as localidades num raio de 16 km ao redor de Valley Springs.